# Erythropodium
Erythropodium ist eine Gattung der Achtstrahligen Korallen (Octocorallia), die in flachen Bereichen des tropischen westlichen Atlantiks und des westlichen Pazifiks vorkommt.

## Merkmale
Wie fast alle Oktokorallen bilden die Arten der Gattung Erythropodium Kolonien, die aus vielen Einzelpolypen mit jeweils acht Tentakeln bestehen. Die Polypen wachsen flächenförmig den Untergrund mit einer dünnen Kruste bedeckend. Eine Skelettachse fehlt. Das Coenenchym wird in eine äußere Kortikalis und eine innere Medulla unterteilt ist. Die Medulla ist durch ein Netz großer Kanäle von der Kortikalis getrennt. Die Polypen sind monomorph und können sich zurückziehen. Sie sind auf die Kortikalis beschränkt und ihre gastrovaskulären Hohlräume reichen nicht bis in die Medulla. In der gesamten Kolonie haben die Sklerite die Form sechsstrahliger Gebilde und sind in der Medulla oft zu Klumpen verschmolzen. In der Medulla sind die Sklerite magentafarben. Die Arten der Gattung Erythropodium leben mit Zooxanthellen in einer Endosymbiose und beziehen von diesen einen Teil ihrer Nährstoffe.
Von den sehr ähnlichen Gattungen Briareum und Callipodium unterscheidet sich Erythropodium durch die Kanäle, die die Kortikalis von der Medulla trennen. Außerdem besitzt Erythropodium keine Sklerite in Form verzweigten Spindeln mit Gürteln aus hohen Tuberkeln, die für die beiden anderen Gattungen charakteristisch sind.

## Arten
Zur Gattung Erythropodium gehören vier Arten:
- Erythropodium caribaeorum (Duchassaing & Michelotti, 1860)
- Erythropodium hicksoni (Utinomi, 1971)
- Erythropodium salomonense Thomson & Mackinnon, 1910
- Erythropodium taoyuanensis Tu & Dai, 2022